# Rima Sultana Rimu
Rima Sultana Rimu (bengali : রিমা সুলতানা রিমু; nascida c. 2002) é uma ativista dos direitos das mulheres de Bangladesh e defensora da ação humanitária sensível ao gênero no distrito de Cox's Bazar. Ela foi nomeada como uma das 100 mulheres da BBC em 2020.

## Vida pessoal
Rima Rimu nasceu em 2002 em Ramu, na divisão de Chittagong de Bangladesh, em uma família de camponeses.

## Ativismo
Em 2018, Rima se juntou ao Jovens Líderes pela Paz dentro da Rede Mundial de Mulheres Pacificadoras, criada em colaboração com a organização não-governamental local Jago Nari Unnayan Sangsta (JNUS) e apoiada pela ONU Mulheres. Como parte dessa função, ela visitou pela primeira vez os campos de refugiados Rohingya, no distrito de Cox's Bazar, enquanto participava da iniciativa de alfabetização e numeramento da JNUS. Posteriormente, ela ajudou a criar cursos formais de treinamento literário e numérico para ministrar às crianças da etnia ruaingas, que vivem no campo de Balukhali, após constatar que 50% dessas crianças com menos de 12 anos não recebiam educação formal.
Além de seu trabalho com refugiados, Rima Rimu também defendeu o trabalho de mediação e restauração entre os refugiados e a população local em Cox's Bazar, onde as tensões eram altas devido aos altos níveis de pobreza no distrito antes da chegada dos refugiados. As iniciativas de Rima sobre educação literária e matemática, bem como a divulgação de questões como casamento infantil, dotes e violência doméstica, são realizadas entre mulheres em Cox's Bazar, independentemente de serem cidadãs de Bangladesh ou refugiadas. Rima Rimu também usou transmissões de rádio e peças de teatro para divulgar essas questões.
Rima citou a primeira-ministra de Bangladesh, Sheikh Hasina, como uma de suas inspirações.

## Reconhecimento
Em 2020, Rima Rimu foi indicada pela BBC como uma das 100 mulheres mais inspiradoras do mundo; uma das duas mulheres de Bangladesh citadas naquele ano, ao lado de Rina Akter.